# Amplidyna

Zasada działania amplidyny

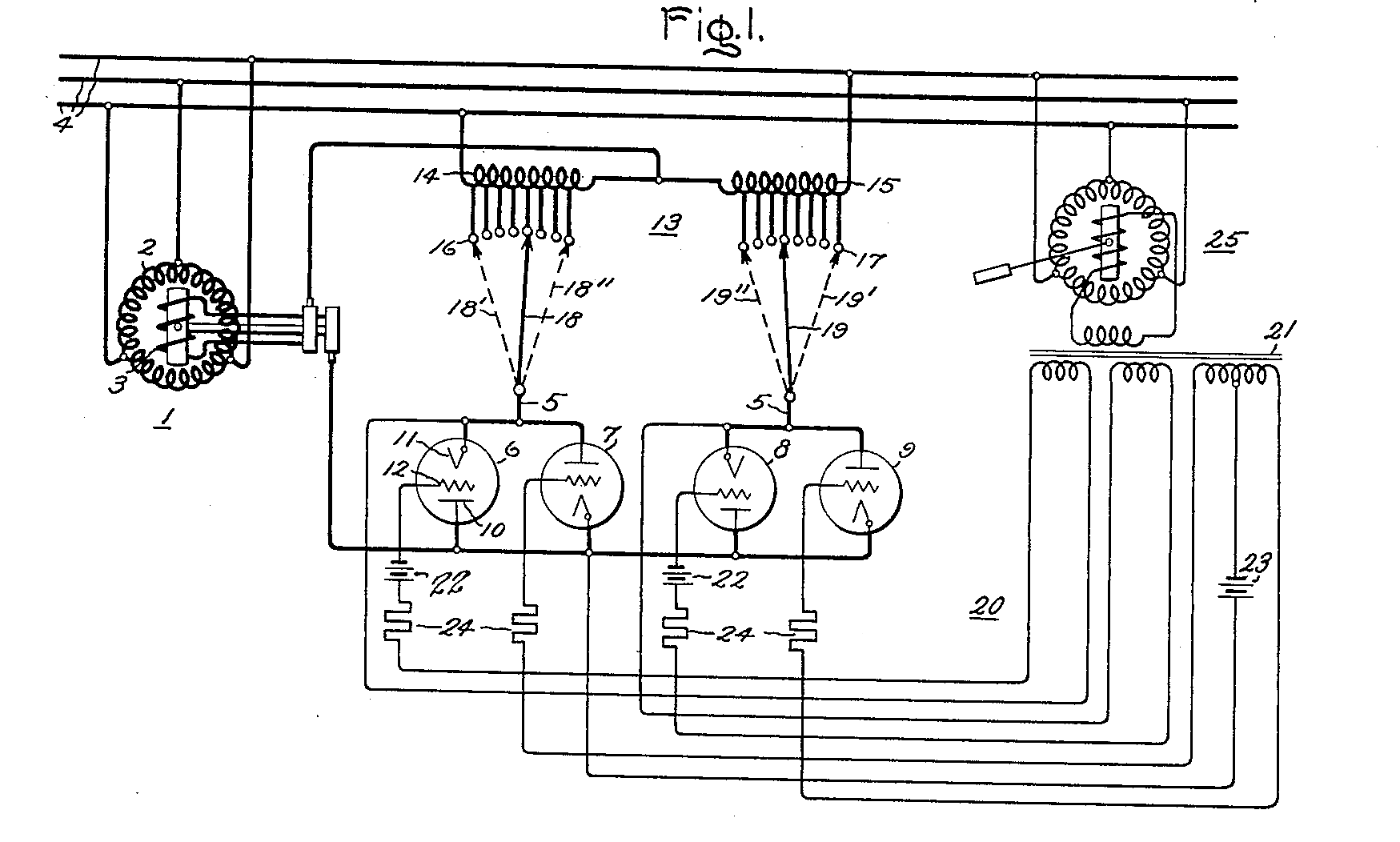
US-Patent 2236984

Amplidyna – historyczny wzmacniacz w formie prądnicy prądu stałego. Posiada 4 bieguny w stojanie, ale strumień magnetyczny podłużny Φd wywołany prądem magnesującym magnesuje dwa z nich, np. 1 i 2 w jednym kierunku, a, pozostałe dwa, np. 3 i 4, w drugim kierunku. Jest to więc w rzeczywistości maszyna dwubiegunowa i jej twornik jest uzwojony na dwa bieguny. W osi poprzecznej q względem strumienia Φd są ustawione szczotki poprzeczne a-b. Przy zwartych szczotkach a-b przez uzwojenie twornika płynie prąd, który wywołuje strumień poprzeczny Φq skierowany tak, jak strumień reakcji poprzecznej twornika. Napięcie na szczotkach a-b od strumienia Φq jest równe zeru, natomiast strumień poprzeczny Φq indukuje napięcie na szczotkach A-B ustawionych w osi podłużnej.
W amplidynie wykorzystuje się pole poprzeczne. Aby zapewnić dobrą komutację szczotki A-B i a-b muszą zwierać zezwoje, których boki leżą w miejscu, gdzie grubość szczeliny ma dużą wartość. Dlatego biegun musi być podzielony na dwie części (1 i 2 oraz 3 i 4). W rzeczywistości maszyny te nie mają jawnych biegunów, ale wszystkie uzwojenia stojana są umieszczone w odpowiednio ukształtowanych żłobkach blach stojana. W osi podłużnej amplidyny są umieszczone także uzwojenie kompensacyjne, uzwojenie sprzężeń zwrotnych itp.
Amplidyna może się obracać tylko w jednym kierunku ze względu na możliwość wystąpienia przekompensowania, co może doprowadzić do zniszczenia maszyny.
Dawniej była stosowana jako regulator w układach automatycznej regulacji. Obecnie są jeszcze szeroko stosowana w wagonach pociągów do wytwarzania energii elektrycznej podczas jazdy pociągu.